# Afar (région)
 (août 2024).
Pour les articles homonymes, voir Afar.
La région Afar (en amharique : አፋር ክልል) est, depuis 1995, une des onze régions de l'Éthiopie. Située au Nord-Est du pays, elle a une superficie de 96 707 km2. Son actuel chef-lieu, Semera (qui a remplacé Assayta en 2007), est en construction sur la route reliant Awash à Assab. Géologiquement, l'Afar est une zone de dépression, appelée dépression de l'Afar, dont l'altitude descend jusqu'à 174 m sous le niveau de la mer. Dans cette zone, on trouve des structures volcaniques telles que des lacs de lave ainsi que de nombreuses failles. Faisant partie du système du rift est-africain, c'est un bassin sédimentaire formé par la séparation de plaques continentales.
La dépression de l'Afar est également l'une des régions les plus productives en fossiles au monde. En 1974, une expédition menée par Yves Coppens, Donald Johanson et Maurice Taieb y découvre Lucy, un squelette vieux de 3,2 millions d'années (Australopithecus afarensis).

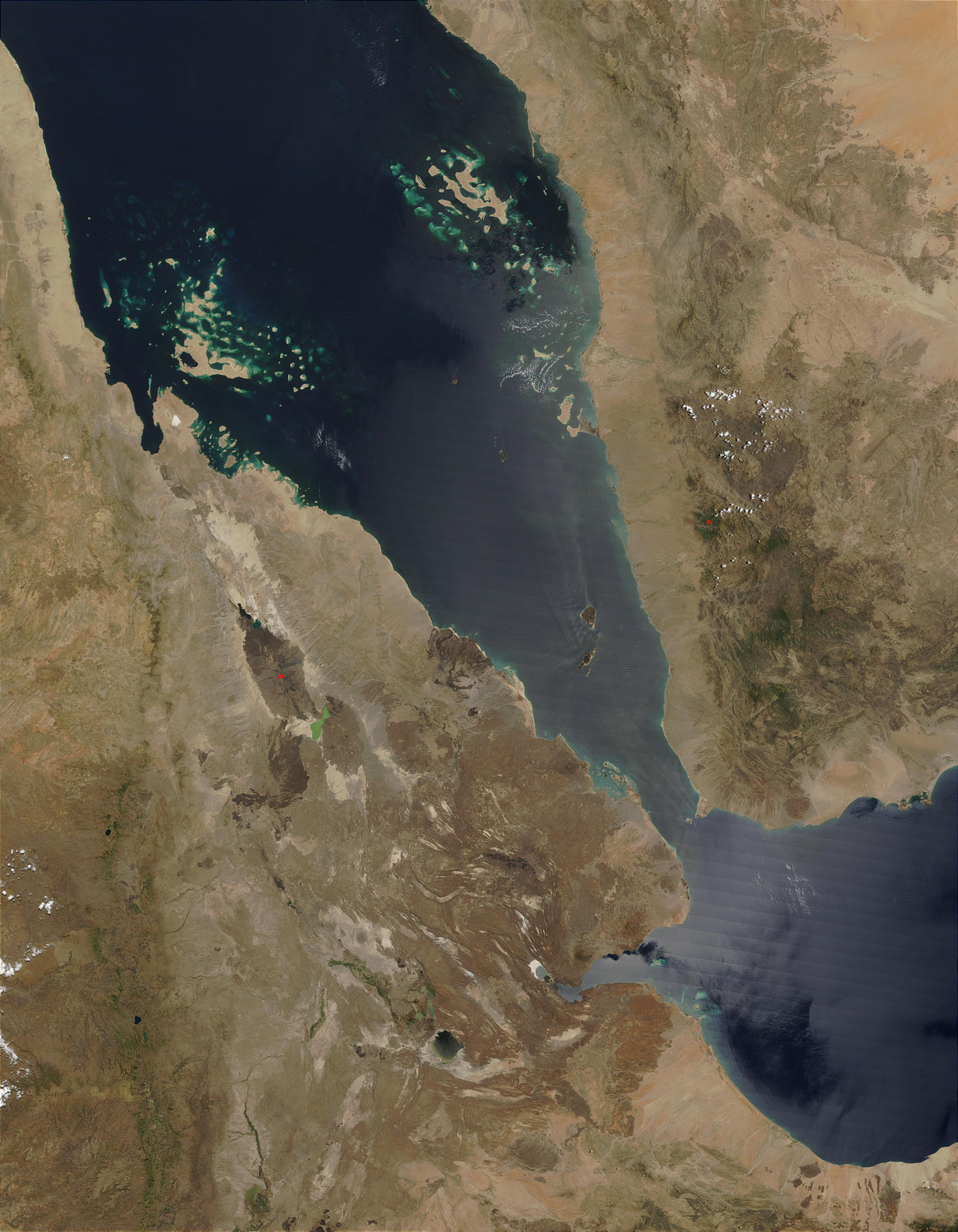
Photo satellite de la région Afar.

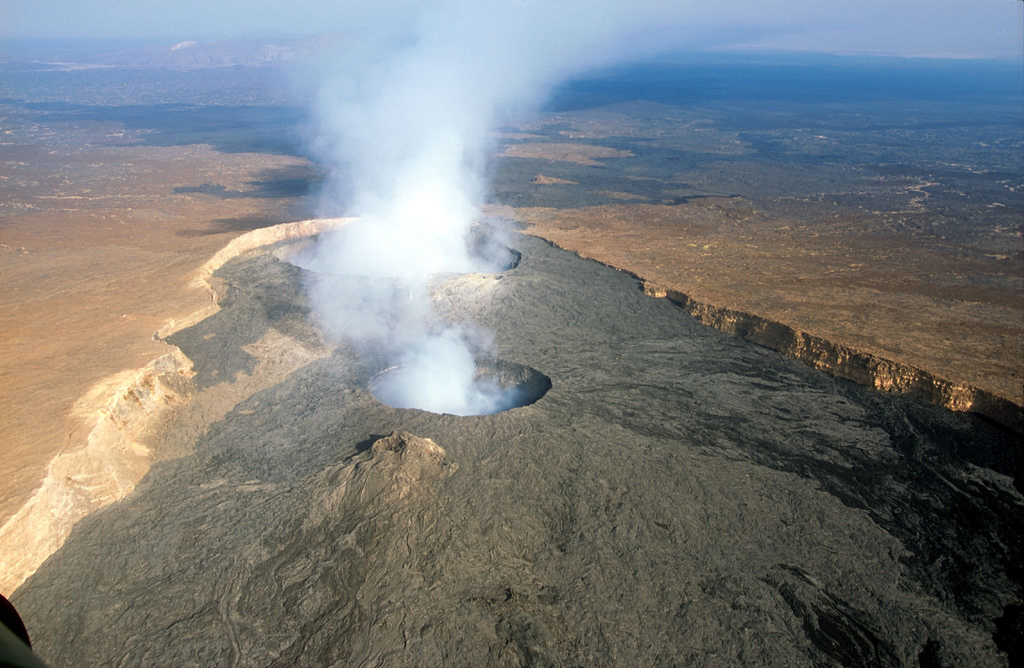
Volcan Erta Ale.

Sultanat Awsa vers 1850

## Climat
La région de l'Afar se caractérise par l’un des climats les plus chauds et les plus extrêmes au monde. Elle se situe en grande partie au sein du triangle de l’Afar, une dépression tectonique qui descend sous le niveau de la mer, et où règne un climat désertique hyperaride et exceptionnellement chaud.
Les températures journalières y dépassent très fréquemment les 40 °C, avec des pointes pouvant atteindre voire dépasser les 50 °C dans certaines zones comme Dallol ou les environs de Semera. Ces extrêmes thermiques rivalisent avec ceux enregistrés dans les régions les plus chaudes du monde : 56,7 °C dans la vallée de la Mort (Californie), 55,0 °C à Kébili (Tunisie), 51,3 °C à Ouargla (Algérie), 54,0 °C à Mitribah (Koweït) ou encore 53,9 °C à Turbat (Pakistan).
Toutefois, à la différence de ces autres régions, souvent soumises à des hivers marqués par le froid nocturne, voire des épisodes de gel, la région de l’Afar connaît un climat remarquablement stable et chaud toute l’année.
La température moyenne maximale du mois le plus « froid » dans certaines localités peut dépasser 36 °C, ce qui constitue un cas extrême à l’échelle mondiale. Les températures minimales descendent très rarement en dessous de 20 °C, même durant la nuit ou en saison « fraîche ».
Ce caractère exceptionnel distingue l’Afar de la majorité des grands déserts mondiaux : le Sahara, le désert de Sonora (Arizona), les Mojaves, le désert d’Atacama (Chili), le désert de Gobi (Chine et Mongolie), le désert d’Arabie, ou encore le Grand désert de Victoria (Australie), qui tous peuvent enregistrer des températures hivernales proches ou inférieures à 0 °C.
Ainsi, l’Afar fait figure d’anomalie climatique globale, combinant chaleur extrême, stabilité thermique annuelle, absence quasi totale de gel et une pluviométrie extrêmement faible. Ces conditions extrêmes en font un site d’intérêt majeur pour les chercheurs en climatologie, géologie et exobiologie, notamment pour l’étude d'environnements analogues à ceux supposés sur Mars.